# Tulsidas
Tulsidas (Hindi: तुलसीदास; phát âm tiếng Hindustan: [t̪ʊls̪iːd̪aːs̪], cũng được gọi là Goswami Tulsidas (गोस्वामी तुलसीदास); 1497/1532–1623) 
là một nhà thơ, nhà cải cách và triết học Hindu từ Ramanandi Sampradaya trong dòng truyền thừa của Jagadguru Ramanandacharya. Ông nổi tiếng vì lòng tôn sùng thần Shri Rama. Ông có nhiều tác phẩm nổi tiếng, nhưng được biết đến nhiều nhất là sử thi Ramcharitmanas,  một câu chuyện thơ kể lại Ramayana 
dựa trên cuộc đời của Rama theo tiếng Awadhi.
Tulsidas được coi là người tái sinh của Valmiki, tác giả gốc của Ramayana tiếng Phạn. 
Ông cũng được coi là tác giả của Hanuman Chalisa, một bài nhạc thờ phụng phổ biến dành riêng cho Hanuman, vị thần khỉ đi theo Rama.
Tulsidas sống hầu hết đời mình tại thành phố Varanasi. Địa danh Tulsi Ghat trên sông Hằng tại Varanasi được đặt theo tên ông. Ông thành lập Đền Sankatmochan chuyên thờ phụng Hanuman ở Varanasi, được cho là nơi ông đã nhìn thấy Hanuman. Tulsidas khởi đầu các kịch sân khấu Ramlila, một phiên bản dân gian của Ramayana.
Ông đã được ca ngợi là một trong những nhà thơ vĩ đại nhất của văn học Hindi, Ấn Độ, và thế giới. Ảnh hưởng của Tulsidas và tác phẩm của ông về nghệ thuật, văn hóa và xã hội ở Ấn Độ là phổ biến cho đến nay trong ngôn ngữ bản địa, sân khấu Ramlila, âm nhạc Hindustani cổ điển, âm nhạc đại chúng, và phim truyền hình.